# Furcoppia parva
Furcoppia parva är en kvalsterart som beskrevs av Balogh och Sandór Mahunka 1967. Furcoppia parva ingår i släktet Furcoppia och familjen Astegistidae. Inga underarter finns listade i Catalogue of Life.